# Шевченко Лариса Іванівна
Лар́иса Ів́анівна Шевч́́енко (нар. 10 серпня 1949) — український мовознавець та літературознавець, член-кореспондент НАН України,  доктор філологічних наук, професор, завідувач кафедри стилістики та мовної комунікації Інституту філології Київського національного університету імені Тараса Шевченка, заслужений діяч науки і техніки України, заступник Голови Українського комітету славістів, член Стилістичної комісії при Міжнародному комітеті славістів. Голова Бюро лінгвістичної експертизи Міжнародної торгової палати.

## Життєпис
Народилася 10 серпня 1949 року в містечку Большаково, Калінінградська область. У 1972 році закінчила Київський державний університет імені Тараса Шевченка. У 1981 році захистила кандидатську, а у 2002 році — докторську дисертацію за темою «Інтелектуалізація української літературної мови: лінгвістична та теоретико-епістемологічна аспектологія».
З 1973 року викладає у Київському національному університеті імені Тараса Шевченка. Пройшла шлях від асистента до професора, звання якого здобула у 2003 році. З 1997 — завідувач кафедри історії української мови (з 2009 — кафедри історії та стилістики української мови) Інституту філології Київського національного університету імені Тараса Шевченка.
Упродовж 1982—1984 рр. викладала українську та російську мови в університеті Париж — VIII — Венсенн.
Шевченко Л. І. — член спеціалізованих вчених рад із захисту докторських і кандидатських дисертацій Київського національного університету імені Тараса Шевченка й Інституту мовознавства імені О. О. Потебні НАН України, заступник голови Комітету славістів України, науковий експерт з питань інтелектуальної власності Національного комітету Міжнародної торгової палати, член редколегій та співавтор наукових журналів «Мовознавство» НАН України і «Вісника Інституту філології Київського національного університету імені Тараса Шевченка. Серія Літературознавство. Мовознавство. Фольклористика», головний редактор збірника наукових праць «Актуальні проблеми української лінгвістики: теорія і практика» (випуски 1-30), який входить до першого списку видань, затверджених ВАК України як фахові та входить до кількох світових науковометричних баз.
Під керівництвом професора Шевченко Л. І. було захищено одну докторську та десять кандидатських дисертацій.
У 2015 році у співавторстві з Д. Дергачем та Д. Сизоновим видала працю «Медіалінгвістика: Словник термінів і понять», а роком раніше (2014) з ініціативи професора Л. Шевченко в Університеті ім. Тараса Шевченка започаткована спеціалізація «Медіалінвістика».
З 2016 р. — голова Бюро лінгвістичної експертизи Міжнародної торгової палати.
З 2016 р. започатковує лексикографічний проект "Нові слова та фразеологізми в українських медіа". Інноваційний проект виходить за участі молодих учених - доцента Дмитра Сизонова та студентів спеціалізації "Медіалінгвістика".

## Наукові інтереси
Л. Шевченко — фахівець у галузі теорії, філософії мови, історії літературної мови, слов'янського мовознавства, термінознавства, функціональної стилістики, медіалінгвістики, лексикографії.
Викладає курси: «Стилістика української мови», «Проблеми інтелектуальної еволюції української літературної мови», «Історія українського
мовознавства», «Актуальні дослідницькі епістеми в українському мовознавстві», «Мовні стилі як феномен національної культури», «Культурно-
історична еволюція стилів української літературної мови», «Лінгвістичний дискурс сучасної епістемологічної проблематики», «Основи медіакультури: мова й особистість у мас-медіа» та ін.

## Основні праці
Лариса Шевченко є фахівцем у галузі теорії, філософії, історії літературної мови, слов'янського мовознавства, термінознавства, функціональної стилістики, медіалінгвістики, методики викладання української мови.
Також вона є автором понад 150 наукових праць з питань теорії мови, історії та стилістики української літературної мови (зокрема, монографій, словників), програм, тестів і методичних матеріалів.
У 2015 році видала лексикографічну працю «Юрислінгвістика. Словник термінів і понять» — першу в українській лінгвістиці.
У 2015 році надрукувала у журналі «Медиалингвистика» надрукувала статтю під назвою «Медиалингвистика на Украине: перспектива исследования дискурса»

### Монографії
- Інтелектуальна еволюція української літературної мови: теорія аналізу: монографія. — К. : ВПЦ «Київський університет», 2001. — 478 с.
- Літературна мова у просторі національної культури / Відп. ред. Л. І. Шевченко. — К. : ВПЦ "Київський університет, 2004. — 135 с. (у співавторстві).
- Мовна ситуація в Україні та дискусії навколо українського правопису. — Київський проект Інституту Кеннана при Центрі Вудро Вільсона. — Київ, 2002. — 76 с. (у співавторстві).
- Слов'янські мови і сучасний світ / Відп. ред. Л. І. Шевченко. — К., 2000 (у співавторстві).
- Лариса Іванівна Шевченко. Горизонтами модерної лінвгістики / Уклад. : Д. В. Дергач, Д. Ю. Сизонов. — К., 2014. — 317 с.

### Словники
- Англо-український словник міжнародного, порівняльного і європейського права: близько 70000 термінів / Упорядн. В. І. Муравйов [та ін] ; За ред. В. І. Муравйова, Л. І. Шевченко. — К. : Арій, 2010. — 608 с. (у співавторстві).
- Англо-український юридичний словник: Близько 75000 термінів / За ред. Л. І. Шевченко, В. І. Муравйова ; — М. : Рус. яз. ; К. : Арій, 2007. — 552 с. (Науковий переклад і редагування: Л. І. Шевченко, Л. В. Шулінова, О. І. Хом'як та ін.).
- Англо-український, українсько-англійський юридичний словник: близько 70000 термінів / Упорядн. Л. І. Шевченко, В. І. Муравйов [та ін.] ; За ред. Л. І. Шевченко, В. І. Муравйова. — К. : Арій, 2010. (у співавторстві).
- Новий англо-український медичний словник / За ред. Ривкіна В. Л., Бенюмовича М. С. ; Відп. ред. Л. І. Шевченко, В. І. Шматко. — К. : Арій, 2007. — 784 с. (упорядники: Л. І. Шевченко, О. І. Ніка, Л. В. Шулінова, О. І. Хом'як).
- Новий англо-український, українсько-англійський медичний словник: близько 24 000 термінів / Упоряд. Н. Р. Мокіна ; За ред. Л. І. Шевченко, В. І. Шматка, В. В. Лося / Науковий переклад і редагування: Л. І. Шевченко, В. І. Шматко, О. І. Ніка, А. А. Дем'янюк. — К. : Арій, 2009. — 480 с. (у співавторстві).
- Новий словник іншомовних слів. / Л. І. Шевченко, О. І. Ніка, О. І. Хом'як, А. А. Дем'янюк; За ред. Л. І. Шевченко. — К. : Арій, 2007. −1480 с. (у співавторстві).
- Новий українсько-англійський юридичний словник: близько 50 000 термінів / Упоряд. В. І. Муравйов [та ін.] ; За ред. Л. І. Шевченко, В. І. Муравйова. — К. : Арій, 2009. — 528 с. (у співавторстві).
- Сучасний орфографічний словник української мови. З граматичними коментарями / Л. І. Шевченко, О. І. Ніка. — К. : Арій, 2007. — 402 с. (у співавторстві).
- Українсько-македонський, македонсько-український розмовник.. К. : Довіра, 2005. — 287 с. (у співавторстві).
- Медіалінгвістика: Словник термінів і понять / Л. І. Шевченко, Д. В. Дергач, Д. Ю. Сизонов / За ред. Л. І. Шевченко. — К. : ВПЦ «Київський університет», 2013. — 240 с.
- Медіалінгвістика: Словник термінів і понять / Л. І. Шевченко, Д. В. Дергач, Д. Ю. Сизонов / За ред. Л. І. Шевченко. — Вид. 2-ге, доп. і перероб. — К. : ВПЦ «Київський університет», 2014. — 326 с.
- Юрислінгвістика: Словник термінів і понять / Л. І. Шевченко, Д. В. Дергач, Д. Ю. Сизонов, І. В. Шматко / За ред. Л. І. Шевченко. — К. : ВПЦ «Київський університет», 2015. — 348 с.

### Навчальні посібники
- Стилістика української літературної мови: тести, завдання, вправи: навчальний посібник / Л. І. Шевченко, Л. В. Шулінова. — К. : ВПЦ «Київський університет», 2004. — 191 с. (у співавторстві).
- Стилістика української літературної мови: функціональна діагностика тексту: навчальний посібник / Л. І. Шевченко, Л. В. Шулінова. — К. : ВПЦ «Київський університет», 2004. — 349 с. (у співавторстві).

### Навчальні програми
- Контрольні тести до курсу «Методика викладання української мови в школі» для студентів філологічного факультету. — К., 1998. — 23 с. (у співавторстві з Л. В. Шуліновою).
- Методичні рекомендації до вивчення курсу «Основи культури мовлення і стилістики» (для студентів філологічних факультетів). — К., 1988. — 36 с.
- Програма з історії української літературної мови для студентів Інституту філології. — К. : ВПЦ «Київський університет», 2003 (у співавторстві з О. І. Нікою).
- Програма курсу «Актуальні дослідницькі епістеми в українському мовознавстві» для магістрантів спеціальності «Українська мова та література, іноземна мова» / Упоряд. д-р філол. н., проф. Шевченко Л. І. — К. : ВПЦ "Київський університет, 2009.
- Програма курсу «Історія української літературної мови» для студентів 3 курсу спеціальності «Українська мова та література, іноземна мова» / Ю. Б. Дядищева-Росовецька, Л. І. Шевченко, О. І. Ніка. — К. : ВПЦ «Київський університет», 2009. (у співавторстві з Ю. Б. Дядищевою-Росовецькою, О. І. Нікою).
- Програма курсу «Методика викладання української мови в середній школі» для студентів філологічного факультету — К. : ВПЦ «Київський університет», 1998. — 23 с. (у співавторстві з Л. В. Шуліновою).
- Програма курсу «Мовні стилі як феномен національної культури» для магістрантів філологічного факультету. — К. : ВПЦ «Київський університет», 1997. — 12 с. (Свідоцтво про державну реєстрацію прав автора на твір ПА № 904 від 13 січня 1998 р.).
- Програма курсу «Основи культури мовлення і стилістики» (для студентів філологічних факультетів університетів). — К. : Вища школа, 1990. — 70 с.
- Програма курсу «Проблеми інтелектуальної еволюції української літературної мови» для магістрів спеціальності «Українська мова та література, іноземна мова» / Упоряд. д-р філол. н., проф. Шевченко Л. І. — К. : ВПЦ «Київський університет», 2009 — 40 с.
- Програма курсу «Стилістика і культура української мови» для студентів спеціальності «Українська мова та література, іноземна мова» / Упоряд. д-р філол. н., проф. Шевченко Л. І. — К. : ВПЦ «Київський університет», 2009. — 27 с.
- Програма курсу «Українська наукова мова (основний курс)» для магістрантів університетів України / Упоряд. Л. І. Шевченко, А. А. Калєтнік, Д. В. Дергач / За ред. д-ра філол. н., проф. Л. І. Шевченко. — К. : ВПЦ «Київський університет», 2009 — 43 с. (у співавторстві з А. А. Калєтнік, Д. В. Дергачем).
- Програма спецкурсу «Проблеми інтелектуалізації української літературної мови» // Програми спецкурсів та спецсемінарів для студентів філологічного факультету. — К. : ВПЦ «Київський університет», 2000.
- Програма спецкурсу «Тенденції розвитку української літературної мови» // Програми спецкурсів та спецсемінарів для студентів філологічного факультету. — К. : ВПЦ «Київський університет», 2000. — К. : ВПЦ «Київський університет», 2000.
- Програма спецсемінару «Історія функціональних стилів української літературної мови» // Програми спецкурсів та спецсемінарів для студентів філологічного факультету. — К. : ВПЦ «Київський університет», 2000. — К . : ВПЦ «Київський університет», 2000.

### Наукові статті
- Деякі стилістичні проблеми метафоризації // Вісник Київського університету. Серія Журналістика. — 1974. — № 16. — С. 81-89.
- Діалектика наукового пошуку і проблеми інтелектуалізації української мови // Українське мовознавство. — 1991. — Вип. 18. — С. 3-5.
- Колір в ідіостилі Т. Г. Шевченка // Українське мовознавство. — 1991. — Вип. 18. — С. 127—134 (у співавторстві з О. Я. Ярошевич).
- Концепція історії української літературної мови В. М. Русанівського та її вплив на розвиток української лінгвістики / Шевченко Л. І. // Життя у слові: Збірник наукових праць на пошану академіка В. М. Русанівського (1931—2007). — К. : ВД Дмитра Бураго, 2011. — С.521-532.
- Літературна мова в культурній ідентифікації слов'ян історичний контекст і сучасність // Слов'янські обрії: збірник наукових праць. — Вип. 3 / НАН України. Український комітет славістів. Нац. б-ка України ім. В. І. Вернадського. — К., 2010. — С. 32-36.
- Логіка терміна «інтелектуалізація мови у лінгвістичній теорії» // Терминологические чтения (Цикл 2). «Проблемы языков для специальных целей, научной и профессиональной коммуникации». — К., 1991. — Ч. 2. — С. 213—214.
- Метафора і усна форма // Під прапором ленінізму. — 1976. — № 9. — С. 78.
- Наукова біографія академіка НАН України В. М. Русанівського в контексті дослідницьких ідей другої половини ХХ — початку XXI ст. / Л. І. Шевченко // Актуальні проблеми української лінгвістики: теорія і практика. — К. : Київський університет, == Джерела ==2011. — Вип. 22. — С. 4-9.
- Порівняння у мові пропагандиста // Під прапором ленінізму. — 1976. — № 8. — С. 78.
- Синонімія як об'єкт стилістичного вивчення. Проблематика, методика аналізу // Вісник Київського університету. Серія Літературознавство. Мовознавство. — К., 1986. — Вип. 28. — C. 133—139.
- Синонімія як об'єкт стилістичного вивчення. Функції синонімів у тексті // Вісник Київського університету. Серія Літературознавство. Мовознавство. — К., 1989. — Вип. 30. — С. 138—142.
- Синонімія як об'єкт стилістичного вивчення. Функціонально- стилістичні підстави класифікації // Вісник Київського університету. Серія Літературознавство. Мовознавство. — К., 1987. — Вип. 29. — С. 135—142.
- Слов'янський контекст ідеї Івана Франка про націєтворчий статус української літературної мови / Л. І. Шевченко // Актуальні проблеми української лінгвістики: теорія і практика: збірник наукових праць. — К. : Київський університет, 2011. — Вип. 22. — С. 10-18.